# تيرنس روبرسون
تيرنس روبرسون (بالإنجليزية: Terrance Roberson)‏ مواليد 30 ديسمبر 1976 في ساغيناو، هو لاعب كرة سلة أمريكي معتزل. بدأ مسيرته الاحترافية في سنة 2000. يبلغ طوله 6 قدم 7 بوصة (2.0 م). لعب مع شارلوت هورنتس ولعب مع بالاكانسترو ريجيانا. اعتزل اللعب في 2011.

## روابط خارجية
- تيرنس روبرسون على موقع إن بي أي (الإنجليزية)
- تيرنس روبرسون على موقع سبورتس رفرنس (الإنجليزية)
- تيرنس روبرسون على موقع كرة السلة الأوروبية.كوم (الإنجليزية)
- تيرنس روبرسون على موقع كلية كرة السلة في سبورتس رفرنس.كوم (الإنجليزية)
- تيرنس روبرسون على موقع ريلجم (الإنجليزية)
- تيرنس روبرسون على موقع بروبوليرز (الإنجليزية)
- تيرنس روبرسون على موقع سبورتس رفرنس (الإنجليزية)
- تيرنس روبرسون على موقع سبورتس رفرنس (الإنجليزية)